# Президентские выборы в Сальвадоре (1989)
Президентские выборы в Сальвадоре проходили 19 марта 1989 года. В результате победу одержал кандидат Националистического республиканского альянса Альфредо Кристиани Буркард, получивший 54,7% голосов избирателей. Явка составила 54,7%.

## Результаты
| Кандидат                           | Партия                                          | Голоса    | %    |
| ---------------------------------- | ----------------------------------------------- | --------- | ---- |
| Альфредо Кристиани Буркард         | Националистический республиканский альянс       | 505 370   | 53,8 |
| Фидель Чавес Мена                  | Христианско-демократическая партия              | 342 732   | 36,5 |
| Рафаэль Моран Кастаньеда           | Национальная коалиционная партия                | 38 218    | 4,1  |
| Гильермо Унго                      | Демократическое согласие                        | 35 642    | 3,8  |
| Хулио Адольфо Рей Прендес          | Настоящее демократическое христианское движение | 9 300     | 1,0  |
| Хьюго Баррера                      | Народный союз                                   | 4 609     | 0,5  |
| Рикардо Молина                     | Партия обновлённого действия                    | 3 207     | 0,3  |
| Недействительных/пустых бюллетеней | Недействительных/пустых бюллетеней              | 64 075    | -    |
| Всего                              | Всего                                           | 1 003 153 | 100  |
| Источник: Nohlen                   |                                                 |           |      |